# Gerhard Matern
Gerhard Matern (* 7. Juni 1913 in Lisettenhof, Ermland; † 1. Oktober 2011 in Fulda) war ein deutscher katholischer Geistlicher, Hochschullehrer und Sachbuchautor.

## Leben
Gerhard Matern wurde 1913 auf dem Gut Lisettenhof (heute Gościechowo) im Kreis Heilsberg geboren. Das Abitur legte er im Jahr 1935 am Humanistischen Gymnasium Hosianum in Braunsberg ab und begann, Philosophie und Theologie an der  Staatlichen Akademie Braunsberg zu studieren, wo Johannes Vincke Theologie lehrte. Er wurde zur Wehrmacht einberufen und im Deutsch-Sowjetischen Krieg eingesetzt.
Matern war Soldat der 5. Kompanie des Grenadierregiments 413. In Russland erlitt er 1943 bei Kämpfen eine schwere Verwundung, woraufhin ein Bein amputiert wurde. Anschließend wurde er am 5. Mai 1943 zum Oberleutnant befördert und mit dem Deutschen Kreuz in Gold ausgezeichnet.
Nach der Genesung reiste er als Kriegsversehrter nach Freiburg im Breisgau, wo Johannes Vincke ab dem Sommersemester 1944 an der Universität Freiburg Kirchengeschichte lehrte, und setzte das Theologiestudium fort. Mit der Dissertation Das Verhältnis des Ermlandes zu seiner Umwelt im späten Mittelalter wurde er 1944 an der Universität Freiburg zum Doktor der Philosophie promoviert.  Am 5. Februar 1945 wurde er beim Bischof Ermlands Maximilian Kaller in Frauenburg zum Diakon geweiht. Im Zuge der Flucht und Vertreibung Deutscher aus Osteuropa 1945 kam er im Kloster Hardehausen an, reiste im Dezember 1945 in die Sowjetische Besatzungszone nach Eisleben zu Bischof Maximilian Kaller und empfing am 16. Dezember 1945 in der St.-Gertrud-Kirche das Sakrament der Priesterweihe.
Ende Januar 1948 wurde er an der Universität Freiburg mit der Dissertation Der Klerus des Bistums Ermland am Ausgang des Mittelalters zum Doktor der Theologie promoviert. Es folgten Jahre mit umfangreicher seelsorglicher und wissenschaftlicher Tätigkeit, unter anderem als Klinikseelsorger und Aushilfsgeistlicher in Freiburg, als Sekretär im Päpstlichen Sonderamt für heimatvertriebene Deutsche in Frankfurt am Main und zugleich Seelsorger in der dortigen Pfarrei St. Bonifatius. Er habilitierte sich im Jahr 1958 mit der Schrift Zur Vorgeschichte und Geschichte der Fronleichnamsfeier, besonders in Spanien an der Universität Freiburg. Er wurde Lehrbeauftragter und ab Januar 1959 ordentlicher Professor für Kirchengeschichte und Religionspädagogik an der Philosophisch-theologischen Hochschule in Königstein im Taunus, wirkte als Spiritual am dortigen Priesterseminar und als Religionslehrer an der St. Angela-Schule der Königsteiner Ursulinen.
Anfang Oktober 1962 wurde Gerhard Matern zum Hochschullehrer an die  Philosophisch-theologische Hochschule in Fulda berufen. 1963 zog er in das Mutterhaus Fulda ein und wohnte dort bis zum Lebensende. In Anerkennung der vielfältigen Tätigkeit im Bistum Fulda, unter anderem als Mitglied der Liturgischen Kommission, wurden im Jahr 1968 an Gerhard Matern von Papst Paul VI. aus  die Titel Päpstlicher Ehrenkaplan und Monsignore verliehen.
Zur Lehrtätigkeit als Professor für Pastoraltheologie in Fulda, die er bis zu seiner Entpflichtung im Juni 1981 ausübte, kamen theologische Vorlesungen an der Philipps-Universität in Marburg, wo er bereits 1967 zum Direktor des Katholisch-Theologischen Seminars bestellt wurde. Während seiner Amtszeit wurde das Lehr- und Studienangebot dieses Seminars zur Ausbildung von Religionslehrern an Gymnasien stark ausgebaut. Am 28. Mai 1971 wurde er zum Honorarprofessor an der Universität Marburg ernannt.
Er war ein Onkel des Journalisten Norbert Matern.

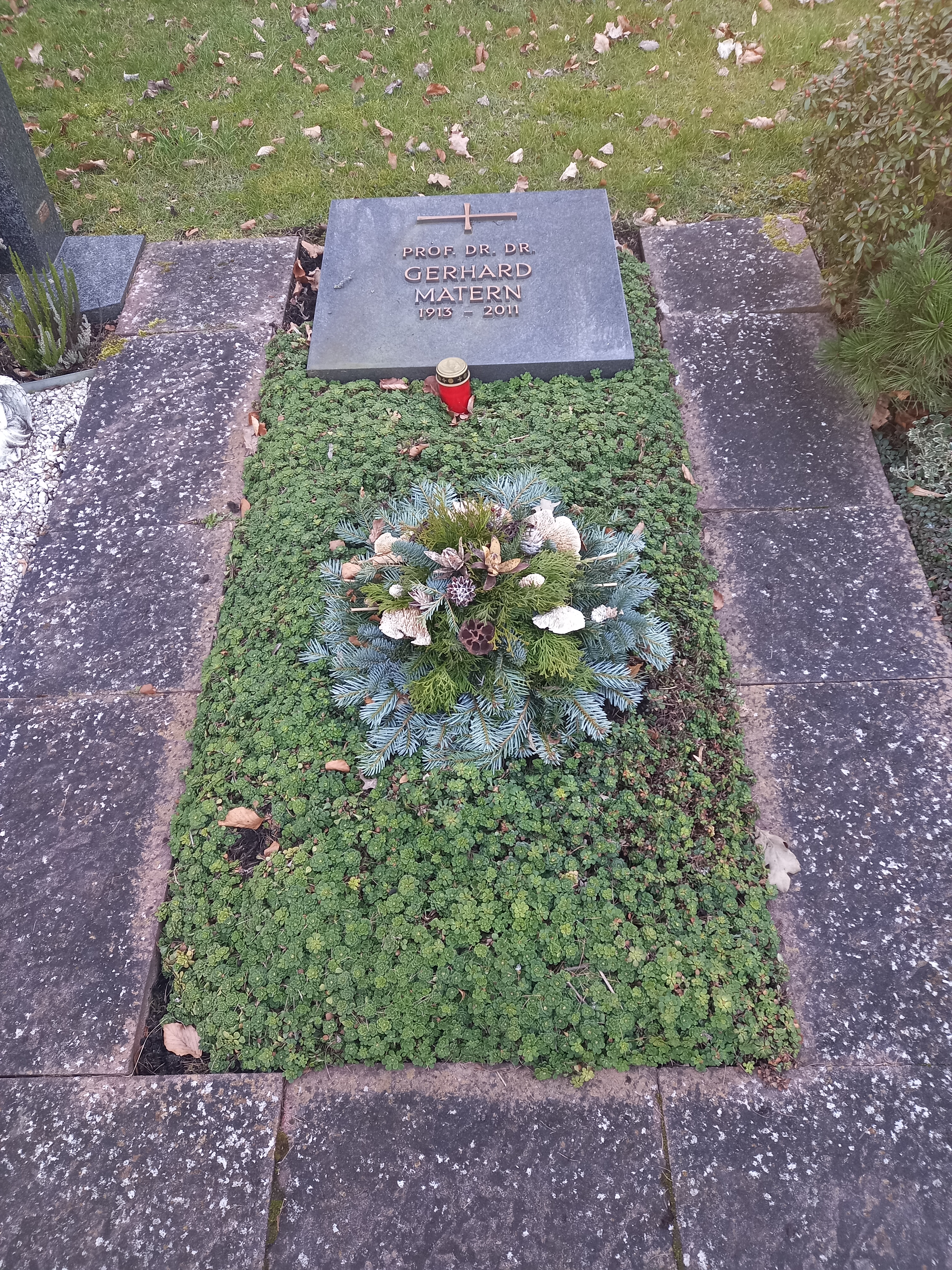
Grab Gerhards Matern

Gerhard Matern ist im Alter von 98 Jahren in Fulda verstorben. Die Bestattung fand auf dem Friedhof Frauenberg statt.

## Auszeichnungen und Ehrungen
- 1943: Deutsches Kreuz in Gold[1][2]
- 1968: Ehrenkaplan Seiner Heiligkeit
- 1971: Honorarprofessor der Philipps-Universität Marburg

## Publikationen
- Das Verhältnis des Ermlandes zu seiner Umwelt im späten Mittelalter. Freiburg im Breisgau 1944. Zugl. Dissertation, Philosophische Fakultät, Freiburg im Breisgau 1944. DNB 570559847
- Der Klerus des Bistums Ermland am Ausgang des Mittelalters. Zugl. Dissertation vom 29. Januar 1948, Theologische Fakultät, Freiburg im Breisgau 1946.
  - erweiterte und überarbeitete Ausgabe: Die kirchlichen Verhältnisse im Ermland während des späten Mittelalters. Verlag Ferdinand Schöningh, Paderborn 1953.
- Zur Vorgeschichte und Geschichte der Fronleichnamsfeier, besonders in Spanien. Studien zur Volksfrömmigkeit des Mittelalters und der beginnenden Neuzeit (= Beziehungen der Wissenschaft. Spanische Forschungen der Görresgesellschaft. Reihe 2; Bd.  Görres-Gesellschaft zur Pflege der Wissenschaft 10). Zugleich Habilitationsschrift, 1958. Aschendorff Verlag, Münster 1962. DNB 453247636
- Zuspruch am Morgen. Ansprachen zu einer Lebensgestaltung in Zuversicht. Verlag Friedrich Pustet, Regensburg 1988, ISBN 978-3-7917-1172-0.
- Ein neuer Schritt in Gottes Nähe. Ansprachen und Meditationen. Verlag Friedrich Pustet, Regensburg 1990, ISBN 978-3-7917-1237-6.
- Begegnungen mit Jesus – damals und heute. Verlag Friedrich Pustet, Regensburg 1992, ISBN 978-3-7917-1340-3.
- Einer sei euer Lehrer. Glaubenshilfe in unserer Zeit. Verlag Styria, Graz 1995, ISBN 978-3-222-12332-0.